# Regeringen Ponta II
Regeringen Ponta II var Rumäniens regering mellan 21 december 2012 och 5 mars 2014. Regeringen bestod av Socialdemokratiska partiet, Nationalliberala partiet, Konservativa partiet och Nationella unionen för Rumäniens utveckling. Regeringschef var premiärminister Victor Ponta.
Regeringsalliansen föll 25 februari 2014 efter att PNL:s ministrar avgått. Regeringen ersattes den 5 mars 2014 av regeringen Ponta III.

## Ministrar[3]
| Bild | Titel                                                | Namn              | Parti | Parti     | Tillträdde                       | Avgick           |
| ---- | ---------------------------------------------------- | ----------------- | ----- | --------- | -------------------------------- | ---------------- |
|      | Premiärminister                                      | Victor Ponta      |       | PSD       | 7 maj 2012                       | 4 november 2015  |
|      | Vice premiärminister, regionminister                 | Liviu Dragnea     |       | PSD       | 21 december 2012                 | 5 mars 2014      |
|      | Finansminister                                       | Daniel Chițoiu    |       | PNL       | 17 december 2014                 | 15 maj 2015      |
|      | Finansminister                                       | Victor Ponta      |       | PSD       | 19 februari 2014 (tillförordnad) | 5 mars 2014      |
|      | Vice premiärminister                                 | Gabriel Oprea     |       | UNPR      | 21 december 2012                 | 5 mars 2014      |
|      | Jordbruksminister                                    | Daniel Constantin |       | PC        | 7 maj 2012                       | 5 mars 2014      |
|      | Utrikesminister                                      | Titus Corlățean   |       | PSD       | 6 augusti 2012                   | 5 mars 2014      |
|      | Inrikesminister                                      | Radu Stroe        |       | PNL       | 21 december 2012                 | 23 januari 2014  |
|      | Inrikesminister                                      | Gabriel Oprea     |       | UNPR      | 23 january 2014 (tillförordnad)  | 5 mars 2014      |
|      | Försvarsminister                                     | Mircea Dușa       |       | PSD       | 21 december 2012                 | 5 mars 2014      |
|      | Justitieminister                                     | Mona Pivniceru    |       | oberoende | 23 augusti 2012                  | 28 mars 2013     |
|      | Justitieminister                                     | Victor Ponta      |       | PSD       | 28 mars 2013 (tillförordnad)     | 15 april 2013    |
|      | Justitieminister                                     | Robert Cazanciuc  |       | oberoende | 15 april 2013                    | 5 mars 2014      |
|      | Miljöminister                                        | Rovana Plumb      |       | PSD       | 7 maj 2012                       | 5 mars 2014      |
|      | Ekonomiminister                                      | Varujan Vosganian |       | PNL       | 21 december 2012                 | 7 oktober 2013   |
|      | Ekonomiminister                                      | Daniel Chițoiu    |       | PNL       | 7 oktober 2013 (tillförordnad)   | 17 oktober 2013  |
|      | Ekonomiminister                                      | Andrei Gerea      |       | PNL       | 17 oktober 2013                  | 19 februari 2014 |
|      | Ekonomiminister                                      | Constantin Niță   |       | PSD       | 19 februari 2014 (tillförordnad) | 5 mars 2014      |
|      | Informationsminister                                 | Dan Nica          |       | PSD       | 7 maj 2012                       | 5 mars 2014      |
|      | Hälsominister                                        | Eugen Nicolăescu  |       | PNL       | 21 december 2012                 | 5 mars 2014      |
|      | Utbildningsminister                                  | Remus Pricopie    |       | PSD       | 21 december 2012                 | 5 mars 2014      |
|      | Arbetsmarknads-, familje-, social- och äldreminister | Mariana Câmpeanu  |       | PNL       | 7 maj 2012                       | 5 mars 2014      |
|      | Minister för europeiska fonder                       | Eugen Teodorovici |       | PSD       | 21 december 2012                 | 5 mars 2014      |
|      | Transportminister                                    | Relu Fenechiu     |       | PNL       | 21 december 2012                 | 12 juli 2013     |
|      | Transportminister                                    | Victor Ponta      |       | PSD       | 12 juli 2013 (tillförordnad)     | 26 augusti 2013  |
|      | Transportminister                                    | Ramona Mănescu    |       | PNL       | 26 augusti 2013                  | 5 mars 2014      |
|      | Kulturminister                                       | Daniel Barbu      |       | PNL       | 21 december 2012                 | 12 december 2013 |
|      | Kulturminister                                       | Gigel Știrbu      |       | PNL       | 12 december 2013                 | 5 mars 2014      |
|      | Ungdoms- och idrottsminister                         | Nicolae Bănicioiu |       | PSD       | 21 december 2012                 | 5 mars 2014      |